# Scooby-Doo e la mummia maledetta
Scooby-Doo e la mummia maledetta - Il film (Scooby-Doo! in Where's My Mummy?) è un film d'animazione del 2005 diretto da Joe Sichta.

## Trama
Nell'anno 31 a.C. Cleopatra fugge da un attacco dell'esercito romano dopo la sconfitta della sua marina nella battaglia di Azio e la decimazione e l'abbandono del suo esercito nella battaglia di Alessandria . Va alla sua tomba sotto la Sfinge per seppellire il tesoro che è custodito da un esercito di mummie ed evoca una maledizione per proteggere il tesoro nascosto.
Al giorno d'oggi, Velma sta aiutando nella restaurazione della Sfinge e si imbatte in un'antica collana a forma di ankh con un rubino incastonato. Quindi la mostra al principe Omar, che sta guidando il restauro, e scoprono accidentalmente la tomba di Cleopatra. Nel frattempo, la banda, che non vede Velma da sei mesi, va in Egitto per sorprenderla. Tuttavia, la Mystery Machine esaurisce l'acqua del radiatore nel mezzo del deserto. Scooby-Doo e Shaggy cercano di trovare l'acqua per la Mystery Machine e trovano un lago con un'acqua che si rivela essere un miraggio. La banda incontra un egiziano di nome Amahl Ali Akbar e il suo falco Horus. Amahl è in grado di usare i suoi cammelli per trainare la Mystery Machine e aiutare la banda a raggiungere la Sfinge.
Lì incontrano Rock Rivers, conduttore di "Sfida la paura", il cui spettacolo è stato recentemente cancellato perché ha falsificato alcune riprese. Dice loro che è in Egitto per indagare su una maledizione. Scooby conduce la banda a Velma, che è sorpresa di vedere i suoi amici e mostra loro l'antica collana che ha trovato. Presenta la banda a Omar e iniziano a spiegare la maledizione. Sono interrotti dall'arrivo della dottoressa Amelia Von Butch, un'archeologa e cacciatrice di tesori, assieme a suoi due assistenti. Velma e Omar supplicano Von Butch di non entrare nella tomba dicendole della maledizione, che dice che tutti coloro che entreranno saranno trasformati in pietra.
Non hanno successo e Von Butch e la sua squadra usano esplosivi per aprire la tomba, scatenando la maledizione. Fuori inizia una tempesta di sabbia e la banda, uscita per indagare, torna di corsa nella tomba per trovare Omar trasformato in pietra. Nonostante la maledizione, Von Butch decide di entrare nella tomba. Fred decide di risolvere il mistero, anche se Velma protesta dicendo che è troppo pericoloso. Alla fine lei è d'accordo. La banda segue Von Butch, innescando una trappola nel processo che separa Scooby e Shaggy.
Scooby e Shaggy vengono attaccati dall'esercito di mummie. Subito dopo il resto della banda, anche Von Butch e i suoi tirapiedi vengono attaccati. Scooby e Shaggy cadono in un buco facendo perdere il colletto a Scooby. Velma scivola a terra e lascia cadere gli occhiali. Una mummia gliele restituisce e viene attaccata. Fred e Daphne sentono le sue urla e corrono per salvarla, ma trovano Velma trasformata in pietra così prendono il diario e la collana.
Fred e Daphne continuano a cercare Scooby e Shaggy finché non si imbattono in Rock Rivers. Insieme cercano in alcune delle tombe e scoprono che la collana è la chiave della maledizione. Si incontrano con Von Butch e vengono tutti attaccati da Cleopatra in persona. Cleopatra libera uno sciame di locuste ma Fred e Daphne scappano su una delle moto da cross di Von Butch.
Scooby e Shaggy scoprono una città perduta dove vengono scambiati per il faraone di ritorno Ascoobis e il suo allampanato servitore Shagankhamen. Nella città perduta, Scooby e Shaggy vengono onorati con una festa. Il leader della Città Perduta, Hotep, che spiega che le persone nel villaggio scelgono di vivere come "i vecchi faraoni". Durante la festa Hotep si intrufola nella sua camera segreta.
In una città vicina, in un bazar, Fred e Daphne vengono attaccati da una Von Butch travestita e dai suoi scagnozzi Campbell e Natasha. Fred e Daphne vengono colpiti da un sonnifero mentre Von Butch ruba loro la collana. Più tardi quella notte, Amahl trova Fred e Daphne e li sveglia. Dice loro che Horus sta cercando Shaggy e Scooby. Horus trova il collare di Scooby e li conduce dove l'ha trovato.
Nel frattempo, Hotep tenta di nutrire Shaggy e Scooby con il suo Spirito della Sabbia. Lo spirito si rivela essere un robot quando cade nel fiume. Fred e Daphne arrivano con Amahl, che rivela che Hotep è un brillante ingegnere civile ricercato di nome Armin Granger, che sta cercando di arginare illegalmente il fiume Nilo, e viene portato via dalle autorità. Con il cuore triste e pesante, Fred e Daphne raccontano a Scooby e Shaggy cosa è successo a Velma. Daphne restituisce il colletto di Scooby finché non si rende conto che Von Butch ha rubato la collana.
La banda escogita un piano. Fred, Shaggy e Scooby entrano nella tomba e scoprono Rock Rivers, che è stato trasformato in pietra. Nel frattempo, Von Butch è rapita dalle mummie. Shaggy e Scooby si travestono da mummie per intrufolarsi ma sono presto scoperti. Cleopatra arriva e trasforma in pietra gli scagnozzi di Von Butch. Fred fa un segnale e Daphne, vestita da Cleopatra, guida un esercito composto dai cittadini della Città Perduta nella tomba di Cleopatra. Nel caos, Von Butch si intrufola nella camera, rubando la corona di Cleopatra e facendo esplodere il fiume Nilo attraverso la tomba, dissodando il Nilo e stanando le ricchezze nascoste nella tomba, restituendo così il tesoro al popolo d'Egitto, secondo l'ultimo desiderio di Cleopatra.
Il mistero è risolto quando è rivelato che la mummia di Cleopatra era in realtà Velma, che aveva pianificato tutto insieme al principe Omar e ai suoi lavoratori per spaventare i cacciatori di tesori e proteggere la tomba; in seguito hanno portato Rock Rivers per aiutarli a documentare l'interno della tomba. Avevano fatto copie di cemento di sé stessi per farsi passare come vittime della "maledizione". Von Butch e la sua squadra sono arrestati e portati in prigione. Velma si scusa con la banda per non averli lasciati entrare nel piano suo e di Omar, ma afferma di averlo fatto per proteggerli, sentendo che era troppo pericoloso includerli. Qualche tempo dopo, il restauro della Sfinge è finalmente completato. Quando Shaggy spara un petardo di dimensioni enormi, colpisce il naso della Sfinge che cade ancora una volta. Omar afferma che la Sfinge "sembra meglio in questo modo" e la banda condivide una risata.